# Domani è un altro giorno (film 1951)
Domani è un altro giorno è un film del 1951 diretto da Léonide Moguy.

## Trama
Mentre stava meditando di suicidarsi per annegamento, una giovane donna viene fermata da un medico il cui compito, per tutta la notte, è quello di salvare le persone che tentano di compiere il suicidio. Con insistenza, il medico convince la ragazza a seguirlo nel suo giro.
Una volta giunti all'ospedale, i due ascoltano la storia di una ragazza che, rimasta sola, era stata sfruttata da un uomo mostratosi inizialmente buono ma rivelatosi poi senza scrupoli. La ragazza aveva tentato di uccidersi venendo però salvata mentre il suo sfruttatore era stato arrestato; pentita del suo precedente gesto, la ragazza ripete «Voglio vivere, voglio vivere».
Un'altra ragazza racconta, a casa propria, la sua storia: dopo essere rimasta incinta di un giovane che non la amava, aveva rifiutato l'aborto decidendo di crescere il bambino da sola ma sua madre, temendo uno scandalo, le aveva sottratto il neonato. La giovane aveva quindi assunto delle pastiglie, ma al suo risveglio aveva trovato il figlio accanto a lei.
Dopo aver ascoltato anche altre storie, la giovane che voleva affogarsi comprende di dover vivere la propria vita fino in fondo. Il titolo deriva infatti dalla popolare espressione, la quale indica che il domani riserva sempre una nuova alba.

## Produzione
Il film, ascrivibile al filone melodrammatico-sentimentale, comunemente detto strappalacrime (poi ribattezzato dalla critica come neorealismo d'appendice) e che vede protagonista Anna Maria Pierangeli, fu realizzato da Moguy sull'onda del grande successo registrato dal suo precedente film, l'analogo Domani è troppo tardi, uscito nel settembre precedente, sempre con protagonista la Pierangeli.

## Distribuzione
Il film venne distribuito nel circuito cinematografico italiano il 24 gennaio del 1951.

## Inserimenti dell'autore
All'inizio del film, una scritta specifica che le storie narrate dalla trama sono ispirate a fatti di cronaca realmente accaduti.
I titoli di coda riportano invece il seguente messaggio: «Se questo film avrà salvato la vita anche ad una sola persona, il fine dell'autore sarà stato raggiunto».